# Stazione radio di Grimeton

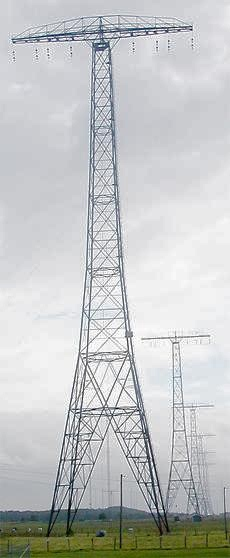
Il trasmettitore VLF di Grimeton

La stazione radio di Grimeton è una emittente radiofonica VLF nei pressi di Grimeton, un villaggio della municipalità di Varberg, nella contea di Halland, in Svezia. Venne costruita nel 1923 e possiede l'unico alternatore di Alexanderson funzionante del mondo. Per l'irraggiamento del segnale vengono usati dei cavi aerei posti su sei torri d'acciaio alte 127 metri, simili a giganteschi piloni.

## Storia
La stazione radio venne usata fino agli anni cinquanta per la telegrafia transatlantica verso la centrale radio situata a Long Island, negli Stati Uniti. In seguito venne usata fino al 1996 per la trasmissione di ordini verso i sottomarini.
Nel 1968 venne installato un secondo trasmettitore che, al contrario dell'originale che funziona ad una frequenza di 17,2 kHz, si avvale di una tecnologia a base di valvole e transistor che funziona ad una frequenza di circa 40 kHz, anche se usa la stessa struttura aerea. Nel 1996 questo apparato divenne obsoleto ed andò fuori servizio, ma essendo in buone condizioni venne dichiarato Monumento nazionale. In occasioni speciali, come il giorno dedicato annualmente ad Ernst Alexanderson (inventore dell'alternatore), viene utilizzato per trasmettere brevi segnali in Codice Morse sulla frequenza di 17,2 kHz. Il suo segnale di identificazione è
SAQ
 (...  .-  --.- ) 
La stazione radio è aperta al pubblico durante l'estate. Il 2 luglio 2004 essa venne inserita nell'elenco dei patrimoni dell'umanità dell'UNESCO.

## Galleria d'immagini

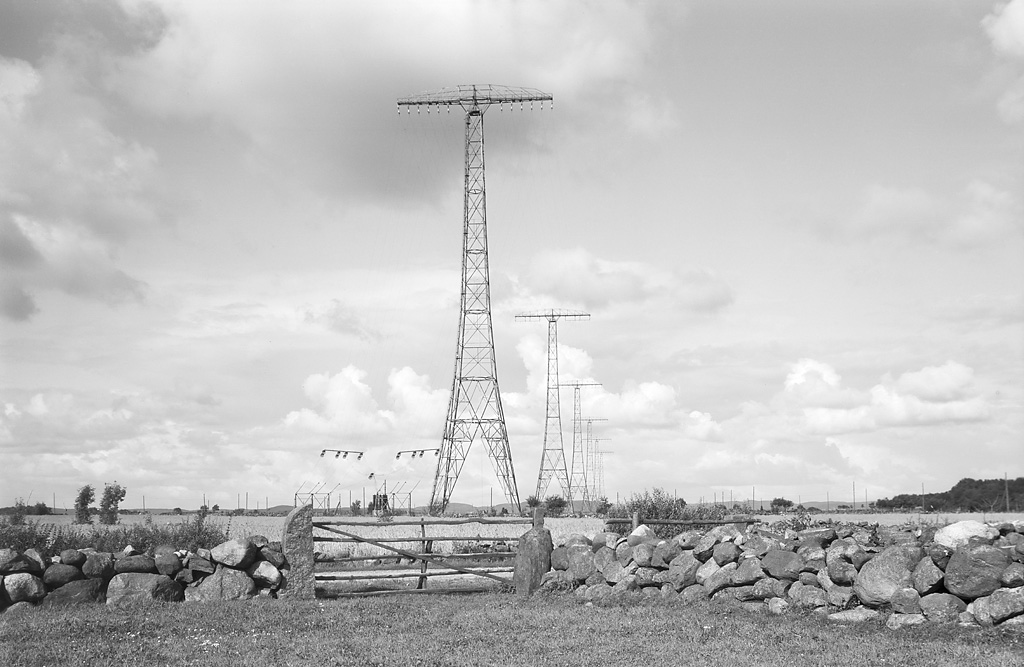
La torre radio
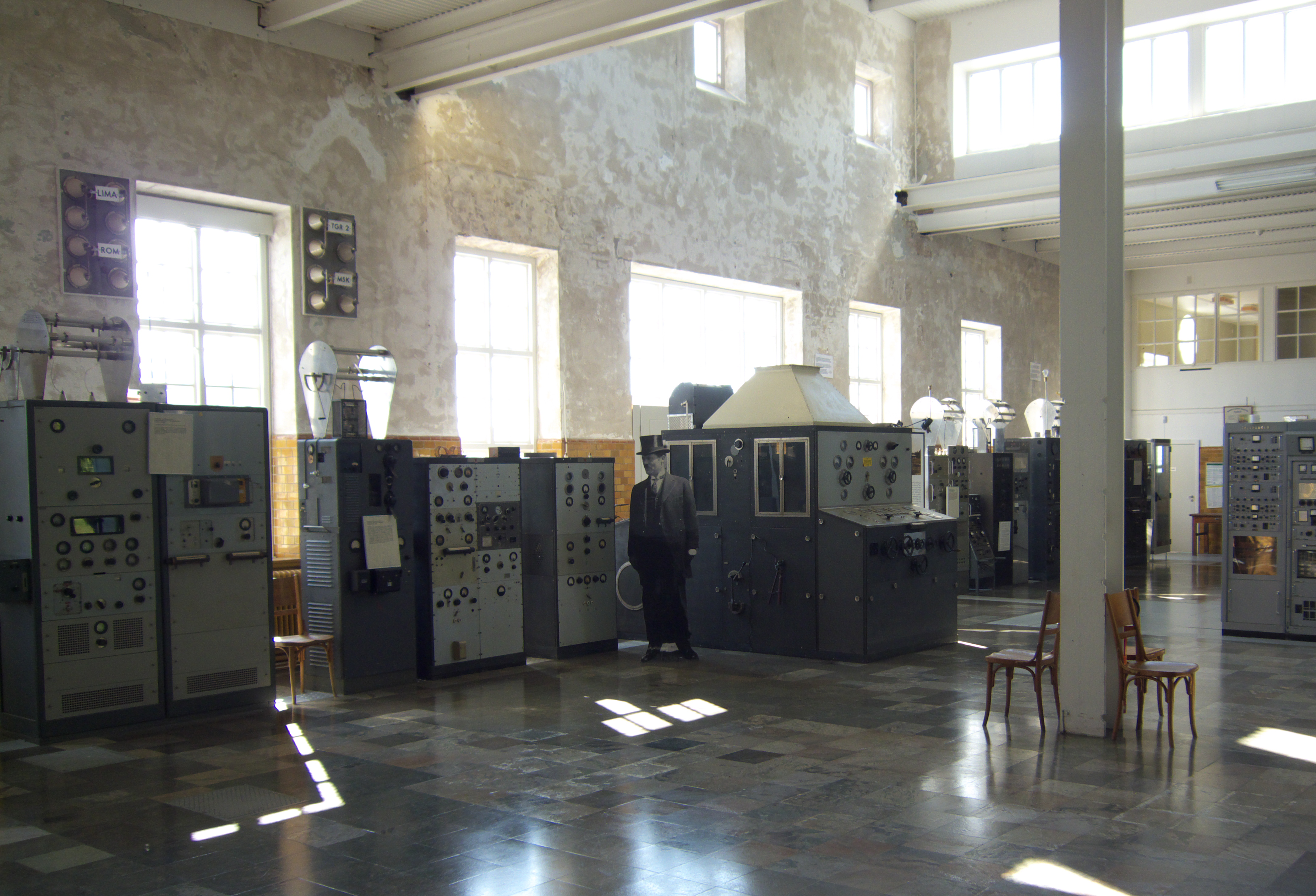
L'interno della stazione radio di Grimeton
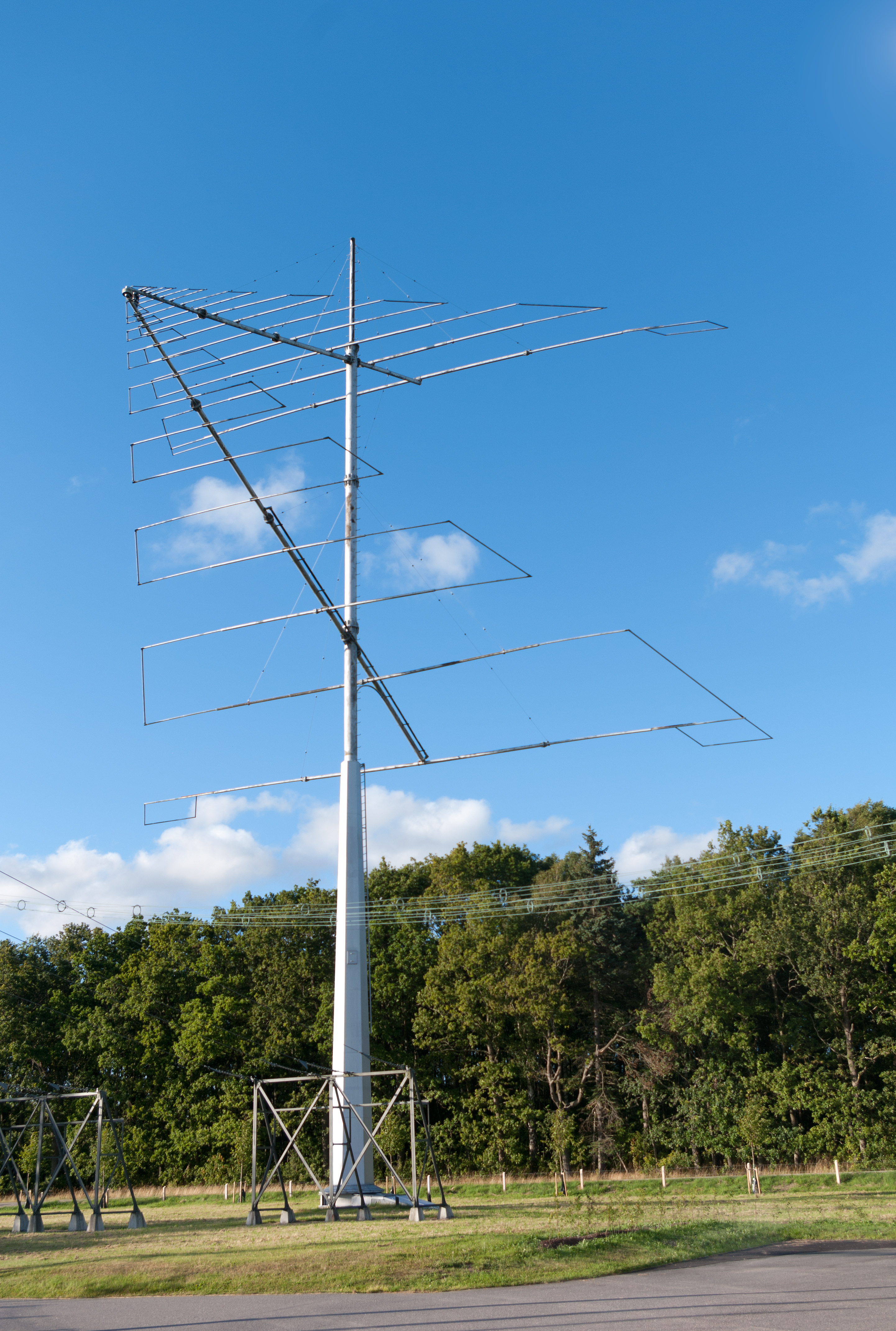
L'Antenna radio corta a Grimeton
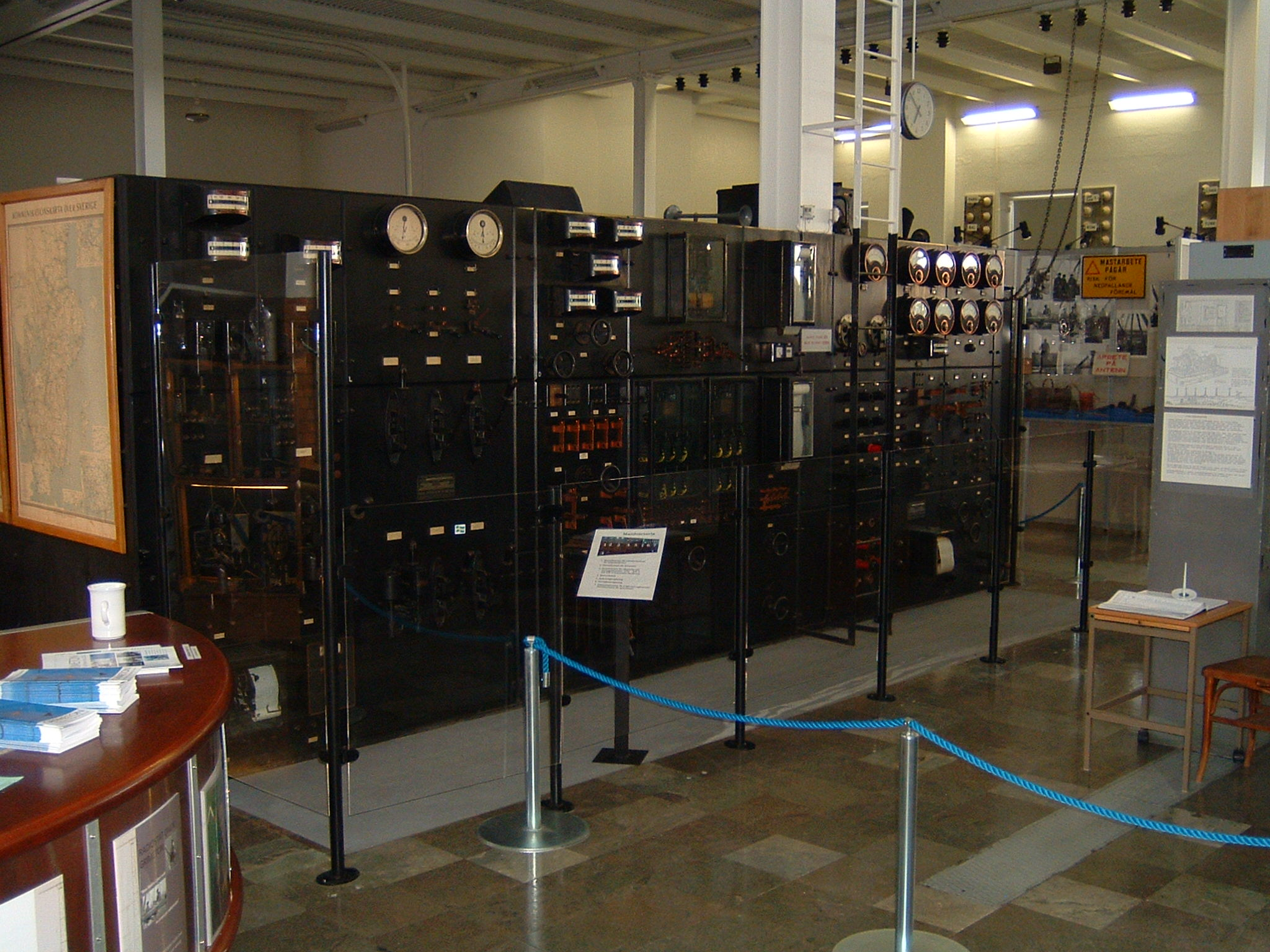
L'interno della stazione radio
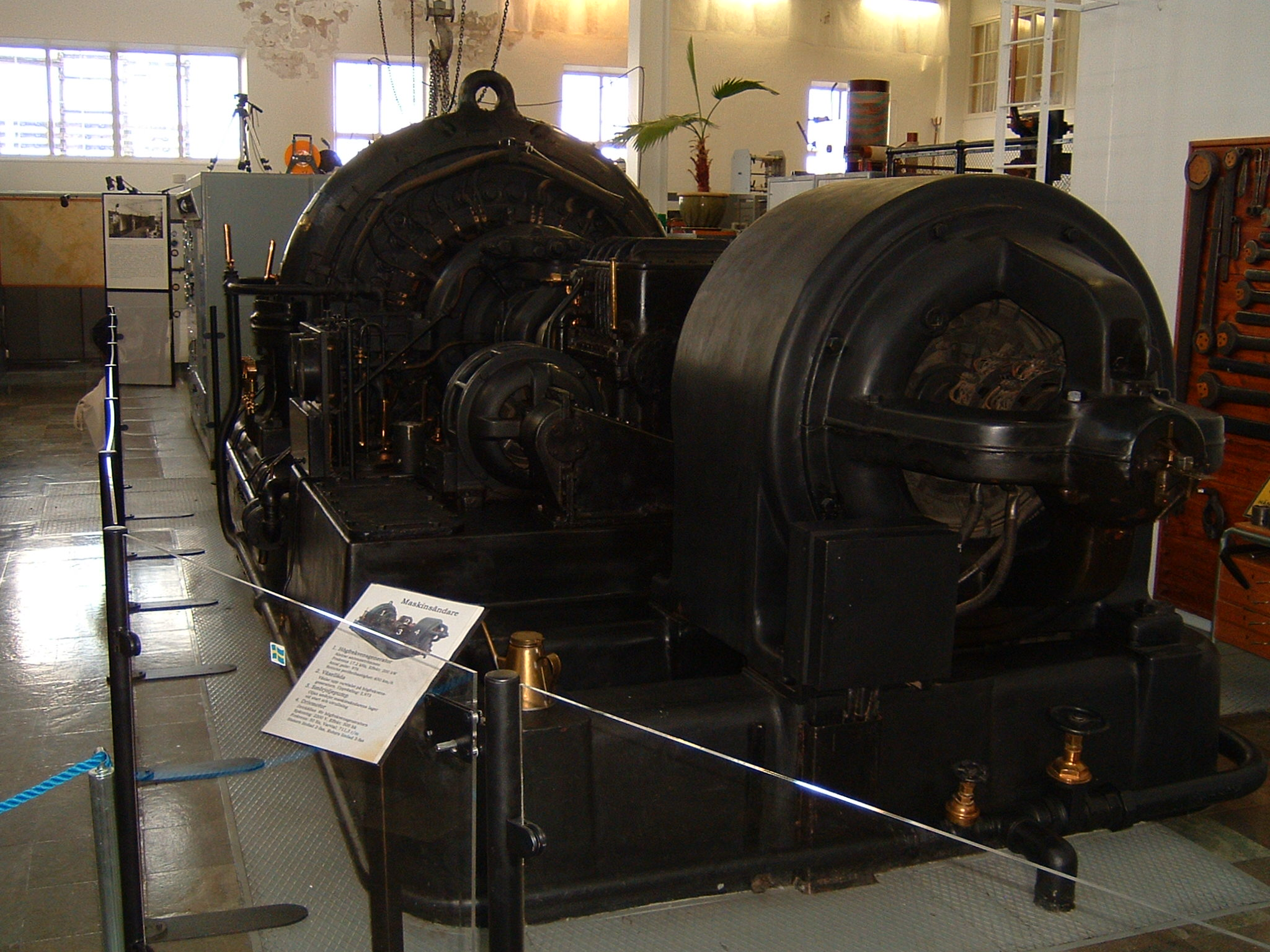
L'interno della stazione radio
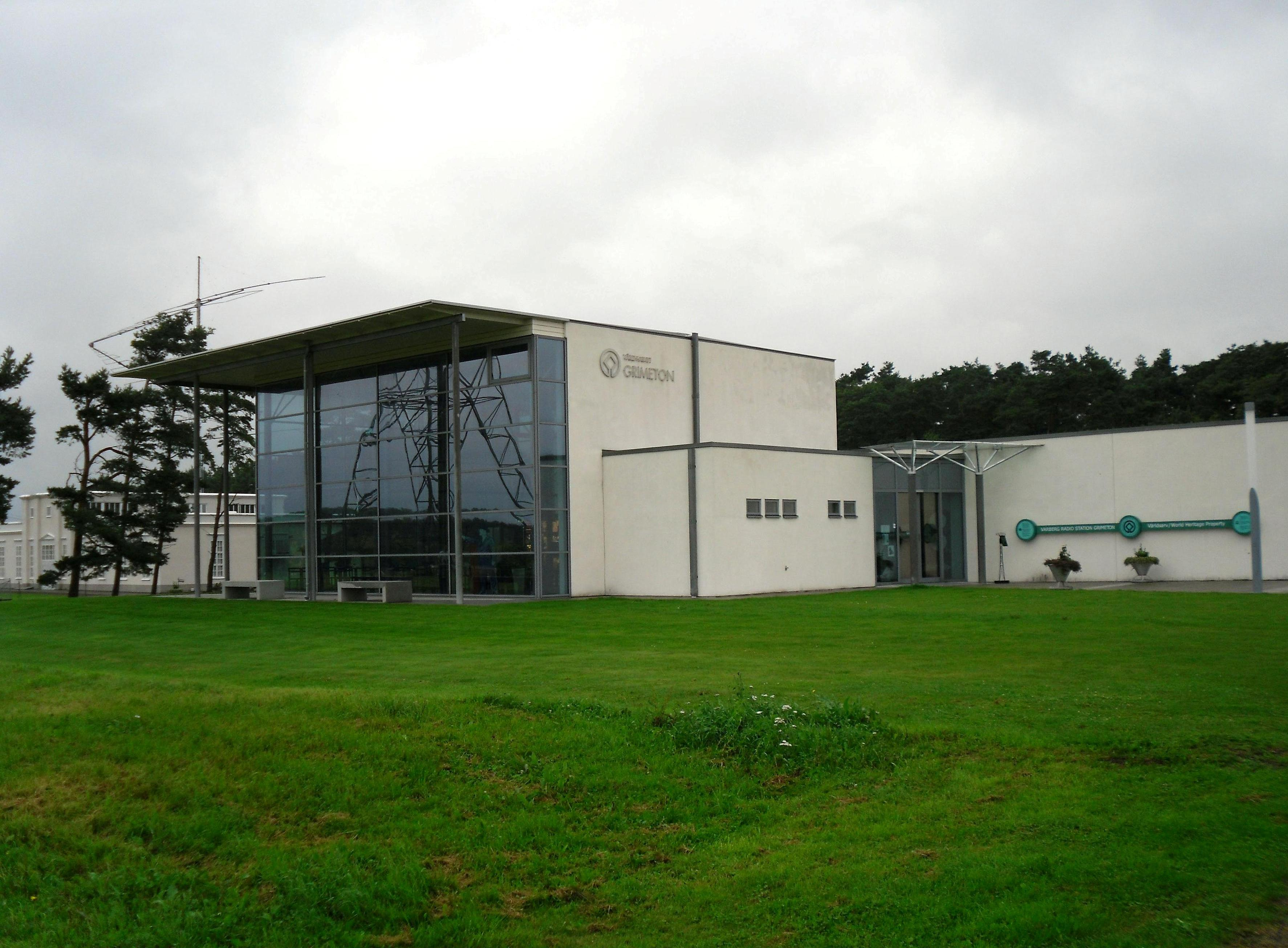
Ingresso al sito Grimeton
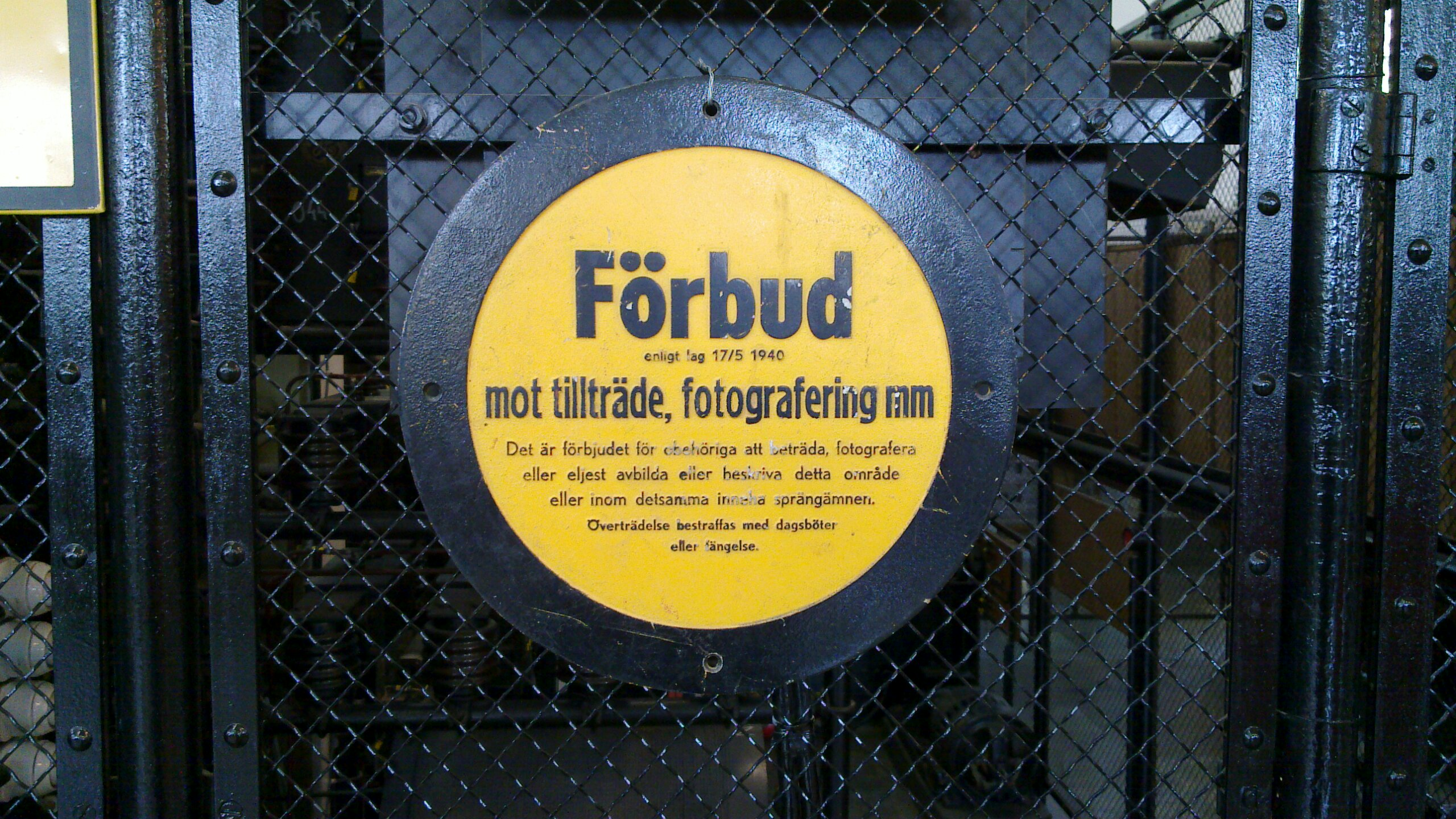
Segnale dell'entrata